# Dastagul (Tartar)
 (juillet 2024).
Dastagul est un village de la région de Tərtər en Azerbaïdjan.

## Histoire
Le nom ancien du village est de Dastahir.
En 1993-2020, le village était sous le contrôle des forces armées arméniennes. En 2020, le village de Dastagul a été restitué sous le contrôle de l'Azerbaïdjan.

## Géographie
Le village de Dastagul de la région de Tərtər est situé dans la circonscription administrative du village de Tchayli.

## Économie
La principale occupation de la population du village de Dastagul est l'élevage et l'agriculture.